# 陳孝榕
陳孝榕（1999年11月6日—）為臺灣男子籃球運動員，場上位置為控球後衛，現效力於超級籃球聯賽台灣啤酒。

## 生平
陳孝榕國中無緣加入棒球隊後改進入新民國中籃球隊，在王慶祝帶領下正式接觸了籃球，國中畢業後被教練帶進南湖高中，高一時未獲得HBL球衣，高二時鮮少有上場的機會，高三時成為球隊主控，大學以課業為主而選擇進入國立臺灣科技大學就讀。
2022年7月12日，陳孝榕在T1聯盟新人選秀會第一輪被桃園雲豹選中，選秀會隔天與桃園雲豹完成簽約。9月21日，陳孝榕在跨聯盟籃球邀請賽對陣臺中太陽的比賽中單場三分球11投6中，攻下全場最高26分。最終陳孝榕在跨聯盟籃球邀請賽場均上場將近33分鐘，寫下18分、3.3籃板、3.5助攻的表現。
2024年8月12日，台灣啤酒助理教練哈孝遠於2024年超級籃球聯賽新人選秀會中表示陳孝榕加入球隊。
陳孝榕在左手的手臂上刺上自己的偶像科比·布莱恩特嘴咬球衣以及振臂怒吼的動作。

## 外部連結
- 陳孝榕的Instagram帳戶
- 陳孝榕在Flashscore（英语）